# Serieåret 1905

## Premiärer

### Januari
- De amerikanska serierna The Story of Hungry Henrietta (8 januari), A Pilgrim’s Progress (26 juni) och Lille Nemo i Drömrike (Little Nemo in Slumberland 15 oktober i New York Herald) skapade av Winsor McCay har premiär.[1]

### Februari
- 2: Bécassine, ritad av Joseph Pinchon, har premiär i La Semaine de Suzette.[2][3]

### Juni
- 26 juni - Första framträdandet för A Pilgrim’s Progress av McCay.
- 15 oktober - Första publiceringen av Lille Nemo i Drömrike av McCay i New York Herald.[1]

### Okänt datum
- En samling av McCay's Dreams of the Rarebit Fiend-remsor publiceras av Frederick A. Stokes Company från New York.

## Födda
- 5 maj - Floyd Gottfredson (död 1986) amerikansk serietecknare, mest känd för Musse Pigg.
- 10 maj - Alex Schomburg (död 1998), amerikansk serieskapare
- 5 juni - Wayne Boring (död 1987), amerikansk serietecknare, mest känd för Stålmannen.
- 23 augusti - Ernie Bushmiller (död 1982), amerikansk serieskapare, mest känd för serien Nancy.
- 25 augusti - Jan-Erik Garland, mer känd som Rit-Ola (död 1988), svensk serieskapare.
- 29 augusti - Al Taliaferro (död 1969), amerikansk serietecknare, mest känd som Kalle Anka-tecknare.
- 7 december - T.O. Honiball (död 1990), sydafrikansk serieskapare
- Reg Bunn (död 1971), brittisk serieskapare.
- Ray Moore (död 1984), amerikansk serietecknare.

### Fotnoter
1. 1 2  Don Markstein's Toonopedia. ”Little Nemo in Slumberland” (på engelska). Arkiverad från originalet den 16 november 2015. https://www.webcitation.org/6d5hw3tvW?url=http://www.toonopedia.com/nemo.htm.
2. ↑  Labé, Yves-Marie. ”Bécassine débarque” (på franska). Le Monde. http://www.lemonde.fr/a-la-une/article/2005/08/27/becassine-debarque-par-yves-marie-labe_683035_3208.html.
3. ↑  ”1905-2005 : Bécassine fête ses 100 ans” (på franska). Radio France. Arkiverad från originalet den 22 oktober 2007. https://web.archive.org/web/20071022112900/http://www.radiofrance.fr/reportage/cahiers/cahiers.php?rid=235000264&aid=245000612.